# Бутусов Василь Павлович
Васи́ль Па́влович Буту́сов (* 26 січня (7 лютого) 1892, Санкт-Петербург — † 28 вересня 1971, Ленінград) — російський і радянський футболіст, згодом — футбольний суддя та функціонер. Перший капітан в історії збірної Російської імперії, провів за неї 4 гри, забив 1 м'яч. Брат Михайла Бутусова.

## Життєпис
Почав грати у футбол у команді II реального училища (Петербург). 1908–1910 — у «Вікторії», 1911–1922 — в «Унітасі», потім, до 1926 р. грав за команду «Спартак» Виборзького району «А».
Учасник Олімпійських ігор 1912 на турнірі з футболу.
Діяв на місці центрального нападника. Вирізнявся великою фізичною силою та чудовим ударом.
Судити футбольні матчі почав з 1912 року. Один з перших, хто почав організовувати семінари для підготовки молодих суддів. Суддя всесоюзної категорії (з 1935).
Мав вищу освіту. Довгий час працював інженером у проектному інституті «Промбудпроект» і був членом президії Федерації футболу Ленінграда.